# الیوت سی
الیوت مک‌کی سی جونیور. (به انگلیسی: Elliot McKay See, Jr.) فضانورد اهل ایالات متحده آمریکا است که در ۲۳ ژوئیهٔ ۱۹۲۷ میلادی در دالاس زاده شد.